# ファミリーイナダ
ファミリーイナダ株式会社は、マッサージチェアの製造販売を行う企業。本社所在地は大阪府大阪市淀川区。

## 概要
一般消費者にはメディカルチェア製造メーカーで知られる。
昭和37年に稲正万能工芸社の名称にて創業、 自動マッサージ機「ファミリー・チェア」の製造販売を開始したのが始まりである。今では世界70カ国以上の国々へ輸出事業を展開している。
創業者出身地の鳥取県では、工場設置の他、ホテル・合宿所・テナントビルの運営を行っている。

## 事務所
- 本社・大阪支店：大阪市淀川区西宮原二丁目1番3号　ソーラ新大阪21　14階

## 沿革
- 1962年3月、稲正万能工芸社として創業。「ファミリー・チェア」の名称で製造販売を開始。
- 1966年8月、株式会社中央物産を大阪府布施市（現・東大阪市）に設立。
- 1970年3月、ファミリー株式会社に改称。
- 1994年
  - 3月、工場を現在地である鳥取県西伯郡名和町（現・大山町）に移転。
  - 6月、本社を大阪市東淀川区に移転。
- 1998年8月、中国・上海市に子会社「発美利健康器械（上海）有限公司」を設立。
- 2005年
  - 2月、本社および大阪支店を現在地である大阪市淀川区に移転。
  - 7月、国際ファミリープラザ（鳥取県米子市）開業。
- 2008年9月、シャトーおだか（鳥取県米子市）開業。
- 2010年
  - 3月、中国・上海市に合弁会社｢上海稲納田貿易有限公司｣を設立。
  - 4月、大山レークホテル（鳥取県西伯郡大山町）の事業を継承し、運営を開始。
- 2013年 7月、創業50周年を機にブランド名を世界統一し、ファミリーイナダ株式会社と改称。
- 2021年
  - 中国の工場を閉鎖して大山工場（鳥取県大山町高田）での一貫生産に移行[2]。
  - 4月、コイン式マッサージチェアの貸し出し事業を開始[2]
  - 8月、本社を西宮原二丁目1番3号 SORA新大阪21 14階から宮原四丁目2番10号 PMO EX新大阪6階に移転[3][4]

## 製品
- メディカルチェアシリーズ

## 直営施設
- 大山レークホテル
- シャトーおだか